# Ellisina sericea
Ellisina sericea is een mosdiertjessoort uit de familie van de Ellisinidae. De wetenschappelijke naam van de soort is, als Biflustra sericea, voor het eerst geldig gepubliceerd in 1890 door MacGillivray.